# Mbuyi Kabunda Badi
Mbuyi Kabunda Badi   (Lubumbashi, 23 de novembre de 1955 - Madrid, 3 de novembre de 2022) va ser un professor congolès especialitzat en els problemes d'integració regional, desenvolupament, gènere, drets humans i conflictes a l'Àfrica.
Llicenciat en Ciències Polítiques per la Universitat de Lubumbashi i doctorat a la Universitat Complutense de Madrid, va ser membre de l'Institut de Drets Humans d'Estrasburg i del Grup d'Estudis Africans de la Universitat Autònoma de Madrid. El 2016 era president de l'Associació Espanyola d'Africanistes. Va escriure un centenar de publicacions que tracten sobre els drets humans a l'Àfrica des de diverses perspectives, segons ell tracten de la «descolonització de prejudicis sobre Àfrica». Va ser president de l'ONG Sodepaz i jurat del premi de Cooperació Internacional. També va ser membre de la Casa África.